# 金桂街站
金桂街站是昆明地铁4号线的地铁车站，位于中华人民共和国云南省昆明市呈贡区金桂街与龙兴路交叉口西侧，于2020年9月23日开通。

## 车站结构
金桂街站位于金桂街与龙兴路交叉口西侧，沿金桂街设置，呈东西走向，为地下两层岛式站台车站，车站长186米，标准段宽19.7米，车站地下一层为站厅层，地下二层为站台层，站台设置全高站台门。
| 地面              | 出入口 | B、C、D出入口                                                                                                 |
| 地下一层          | 站厅   | 客服中心、自动售票机、验票机                                                                                  |
| 地下二层          | 站台   | \| \| \| █ 4号线往昆明南火车站（梅子村） \| \| 島式 · 開左邊车门 \| \| \| \| \| \| █ 4号线往金川路（斗南） \| |
|                   |        | █ 4号线往昆明南火车站（梅子村）                                                                               |
| 島式 · 開左邊车门 |        | |
|                   |        | █ 4号线往金川路（斗南）                                                                                       |

## 出入口
金桂街站目前开放3个出入口，各出口及周围设施如下所示：
| 编号                  | 地点             | 建议前往的目的地                                 | 照片 |
| --------------------- | ---------------- | ------------------------------------------------ | ---- |
| 出口 · B              | 金桂街、花都路   | 斗南花卉电子交易中心、花都公寓、昆明花都海洋世界 |      |
| 出口 · C · 升降机标志 | 金桂街、古滇大道 |                                                  |      |
| 出口 · D              | 金桂街           | 锦岸广场、兴治国际、龙斗壹号海岸城               |      |
| 註： 設有             |                  |                                                  |      |

## 接驳交通

### 公交车
- 金桂街地铁站：215路，C6路乙线，临5路

## 车站历史
本站建设时期工程名为鲜花大道站，开通前确定以金桂街站作为车站正式名称。
- 2017年5月12日，车站主体结构封顶[2]。
- 2020年9月23日，车站随4号线通车开通[1]。